# Lukas Zpira
 (mai 2021).
 (mai 2021).
La mise en forme du texte ne suit pas les recommandations de Wikipédia : il faut le « wikifier ».
Les points d'amélioration suivants sont les cas les plus fréquents :
- Les titres sont pré-formatés par le logiciel. Ils ne sont ni en capitales, ni en gras.
- Le texte ne doit pas être écrit en capitales (les noms de famille non plus), ni en gras, ni en italique, ni en « petit »…
- Le gras n'est utilisé que pour surligner le titre de l'article dans l'introduction, une seule fois.
- L'italique est rarement utilisé : mots en langue étrangère, titres d'œuvres, noms de bateaux, etc.
- Les citations ne sont pas en italique mais en corps de texte normal. Elles sont entourées par des guillemets français : « et ».
- Les listes à puces sont à éviter, des paragraphes rédigés étant largement préférés. Les tableaux sont à réserver à la présentation de données structurées (résultats, etc.).
- Les appels de note de bas de page (petits chiffres en exposant, introduits par l'outil «  Source ») sont à placer entre la fin de phrase et le point final[comme ça].
- Les liens internes (vers d'autres articles de Wikipédia) sont à choisir avec parcimonie. Créez des liens vers des articles approfondissant le sujet. Les termes génériques sans rapport avec le sujet sont à éviter, ainsi que les répétitions de liens vers un même terme.
- Les liens externes sont à placer uniquement dans une section « Liens externes », à la fin de l'article. Ces liens sont à choisir avec parcimonie suivant les règles définies. Si un lien sert de source à l'article, son insertion dans le texte est à faire par les notes de bas de page.
- La présentation des références doit suivre les conventions bibliographiques. Il est recommandé d'utiliser les modèles {{Ouvrage}}, {{Chapitre}}, {{Article}}, {{Lien web}} et/ou {{Bibliographie}}. Le mode d'édition visuel peut mettre en forme automatiquement les références.
- Insérer une infobox (cadre d'informations à droite) n'est pas obligatoire pour parachever la mise en page.

Pour une aide détaillée, merci de consulter Aide:Wikification.
Si vous pensez que ces points ont été résolus, vous pouvez retirer ce bandeau et améliorer la mise en forme d'un autre article.
Lukas Zpira (ly.ka ; zpiʁa), né le 29 avril 1966, est un artiste nomade, réalisateur, conférencier et plasticien transmédia français.
Utilisant un ensemble de différents médiums tel que la poésie, l'écriture, la performance, les arts numériques ainsi que toutes les pratiques liées à l'Art Corporel, comme le Biohacking, Lukas Zpira met le corps au centre de sa pratique.
Il est une figure importante de la scène body art ou bod-mod; Notamment connu pour être le créateur du "Bødy Hacktivism" depuis 2002, Lukas se définit lui-même comme un activiste corporel. Il est depuis 2011 le créateur de la web série "les chroniques du Chaos" qu'il réalise en co-création avec sa fille Mayliss,,.
Poète et photographe depuis ses débuts, il a publié plusieurs livres chez Hors édition en 2005 (Onanisme Manu Militari II) et en 2006 (Hidden Shadows) et sera un contributeur actif dans plusieurs collaborations filmiques et éditoriales depuis 2007.

## Biographie
Issu du milieu punk et alternatif depuis sa jeunesse, Lukas Zpira arrive à Avignon en 1991. C'est à l'âge de 26 ans, en 1992, qu'il entre aux ateliers ADADA, un collectif d'une trentaine d'artistes aux pratiques mixtes. Il y expérimentes les arts plastiques à travers différents médium comme le dessin, la peinture, la sculpture, l'installation, la photographie ou encore l'écriture et la poésie. En 1993, il prend officiellement son nom d'artiste de Lukas Zpira : une anagramme de son nom de baptême inspiré des expériences littéraires des surréalistes. La même année, et simultanément avec ses premières expositions collectives et personnelles, il publie son premier livre, un recueil de textes, poèmes et images de son travail : « Onanisme Militari I ».
En 1995, Lukas Zpira quitte définitivement les ateliers d'artistes ADADA pour se tourner principalement vers la pratique des modifications corporelles. Peu de temps après il ouvre sa première boutique et atelier « Bødy-Art », le premier studio en France consacré à la modification corporelle,. En 1998, il entreprend un voyage de plusieurs mois aux États-Unis et au Canada pour réaliser sa première implantation[Quoi ?]. Il y découvre différents univers existants en lien avec l'Art Corporel. Il fait notamment la rencontre de Shannon Larratt (en), éditeur de BMEzine, qui est au début d'internet le premier site entièrement consacré aux modifications corporelles et à la culture de l'art corporel. C'est au travers de ce site, que Lukas Zpira, grâce aux nombreuses publications de Larratt, acquiert une renommée internationale sur la scène du bod-mod.
En 2000, Lukas ouvre un nouvel atelier, la « Weird Faktøry » à l’occasion de l’élection d’Avignon comme ville européen de la culture. Il lance un contre-événement alternatif d'une durée de six mois appelé « Art-Kør.00 ». Le collectif Art-Kør est créé. Plusieurs chercheurs et artistes se succèdent pour intervenir sur les questions du corps tant sur le plan juridique que sur celui de l'esthétique, de l'éthique mais aussi autour du champ épistémologique de ces nouvelles pratiques corporelles. À cette expérience auront collaboré Philippe Liottard sociologue, David le Breton anthropologue, Yann Minh spécialiste des mondes virtuels et des avatar, Stelarc artiste contemporain et conférencier sur les thématiques du corps et de la cyber-culture ainsi qu'un ensemble d'autre artistes.
En 2001, Lukas Zpira entreprend un tour du monde axé sur les pratiques des modifications corporelles, intitulé « le Crazy Bod Mod Tour ». 
Ainsi, notamment grâce à l'engouement du milieu BDSM pour les scarifications rituelles ou le needleplay, Lukas est invité à participer à diverses performances et ateliers au sein de cette communauté. Convié à de nombreuses soirées, il met en place différents ateliers autour des problématiques corporelles, dans un premier temps, puis des dynamiques de couples plus tardivement.
En 2003, la Weird Faktøry est détruite dans un incendie. S'ensuivent  ensuite plusieurs projets et collaborations dans l'audiovisuel et l'édition comme sur les films No body is Perfect en 2004 avec Raphaël Sibilla, puis Like a Butterfly de Ryoichi Maeda, la même année. La publication de Onanism Manu Militari II en 2005, puis Hidden Shadows", en 2006, ouvre sur deux projets filmiques :  un court reportage pour Tracks, nommé Hidden Shadows et la réalisation du film Hidden Shadows de Laurent Courau.
En 2011, sous l'impulsion de Thierry hermann, Lukas devient curateur de la borderline-biennal, une manifestation artistique et culturelle se tenant à Saint-Romain-au-Mont-d'Or dans l'actuel demeure du chaos.

## Travail

### Prestations
- “Danse NeurAle 2.0 – Second Emulation” – Performance – Théâtre Gilgamesh – Avignon – France, 2020
- “Danse NeurAle 2.0 – Second Emulation” – Residency – Weird Faktøry – Avignon – France, 2020
- R.ME “ The Naked Truth ” – Performance – Zikkai Gallery – Tokyo – Japan, 2019
- R.ME “ The Naked Truth ” – Performance – department H – Tokyo – Japan, 2019
- “ Fear Fall Størytelling ” – Performance – Ludo Theater – Osaka – Japan, 2019
- Création of R.ME “The Naked Truth” – Spoken word music & video with Tarik Noui, 2018
- Danse NeurAle performance screening – Museum of Modern Art – Paris, 2017
- Co-founder with Tarik Noui of “Fear Fall Støryteling” (Spoken Word Performance), 2016
- Danse NeurAle performance screening – Museum of Modern Art – Paris 2017
- Creation of R.ME “The Naked Truth” – Spoken word music & video with Tarik Noui 2018
- “ Fear Fall Størytelling ” – Performance – Ludo Theater – Osaka – Japan 2019
- R.ME “ The Naked Truth ” – Performance – Zikkai Gallery – Tokyo – Japan 2019
- R.ME “ The Naked Truth ” – Performance – department H – Tokyo – Japan 2019
- “Danse NeurAle 2.0 – Second Emulation” – Performance – Théâtre Gilgamesh – Avignon – France 2020
- “Danse NeurAle 2.0 – Second Emulation” – Residency – Weird Faktøry – Avignon – France 2020

### Filmographie
- 2011 : The Chaøs Chrønicles, début du projet
- 2014 : The Chaøs Chrønicles: Fragments
- 2015 : The Chaøs Chrønicles: Fragments VI

#### En collaboration
- 2003 : Taboo
- 2003 : Body Transform
- 2004 : Like a Butterfly
- 2004 : No body is Perfect[25]
- 2006 : Hidden Shadows
- 2006 : Hidden Shadows
- 2009 : Vampyrs[26].

### Ouvrages
- Lukas Zpira, Onanisme Manu Militari II, Hors édition, 2005.
- Lukas Zpira, Hidden Shadows, France, Hors Edition, 2006.
- Lukas Zpira, TokyoLoveDoll, Editions Pan Exotica, 2009.

#### En collaboration
- Lukas Zpira et Denis Baron, Corps et artifices : De Cronenberg à Zpira, éditions L'Harmattan, 2007 (lire en ligne).
- Lukas Zpira et Philippe Liotard (avec les témoignages de Jean-Luc Verna, Lza et al), Ceci est mon corps - témoignages sur les modifications contemporaines de l'apparence en France 1995-2015, Edition Sous la lime, 2015 (lire en ligne).
- Lukas Zpira, Frédéric Tordo, Bernard Andrieu et Serge Tisseron, Le Moi-Cyborg, Dunod, 2019 (ISBN 978-2-10-079337-2, lire en ligne).

### Conférences
- Conference on Bødy Hacktivism – Sociology symposium: “ Corps meurtris, beaux et subversifs ”- Strasbourg, France. 2016
- Conference on Bødy Hacktivism – Royal College of Art – London, England. 2016
- Conference avec philipe liotard -- l'heritage du bod-mod cantal ink salon du tattouage 2016